# Ernst Fischer
Ernst Fischer (20 de Fevereiro de 1921 - ) foi um comandante de U-Boot que serviu na Kriegsmarine durante a Segunda Guerra Mundial.